# Nearcha atyla
Nearcha atyla là một loài bướm đêm trong họ Geometridae.